# JFN 参院選スペシャル 列島タイムライン7・11
JFN 参院選スペシャル 列島タイムライン7・11（ジェイエフエヌ さんいんせんスペシャル れっとうタイムライン ナナテンイチイチ）は2010年7月11日に行われた第22回参議院議員通常選挙のJFN選挙特別番組である。このときメッセージの宛先はTOKYO FMのTIME LINE宛となった。

## 放送内容
- 23:30-25:00 PART1『JFN 参院選スペシャル 列島タイムライン7・11』[1]

　出演　上杉隆、村田睦、大橋俊夫(速報キャスター)
- 25:00-27:00 PART2 『JFN 参院選スペシャル 政治について語るときに』(JFN23局ネット)

　出演　上杉隆、岸博幸、矢野貴久子、伊藤洋一、村田睦、今井広海